# وليام أوكونيل
وليام أوكونيل (12 مايو 1929 - 15 يناير 2024) كان ممثلًا سينمائيًا وتلفزيونيًا أمريكيًا.

## حياته
وُلد أوكونيل في لوس أنجلوس في 12 مايو 1929. خدم في الجيش الأمريكي خلال الحرب الكورية ضمن فرقة المشاة الخامسة والأربعين.
عمل أوكونيل كثيرًا مع النجم السينمائي كلينت إيستوود، وظهر معه لأول مرة في الفيلم الموسيقي Paint Your Wagon عام 1969. في عام 1972، وقع الاختيار على أوكونيل ليلعب دور "الحلاق العصبي" في ثاني أعمال إيستوود في مجال الإخراج السينمائي، High Plains Drifter، الذي عُرض على الشاشة في العام التالي. في عام 1976، ظهر أوكونيل في دور قائد الزورق سيم كارستارز في فيلم The Outlaw Josey Wales، الذي أخرجه أيضًا إيستوود. لعب أوكونيل أدوارًا أخرى في أفلام مثل Every Which Way But Loose و Any Which Way You Can، حيث أدّى دور عضو في عصابة دراجين هزليين يتفوّق عليهم إيستوود باستمرار.
بالإضافة إلى مسيرته السينمائية، كان أوكونيل نشطًا للغاية في التلفزيون طوال عقد الستينات والسبعينات، حيث ظهر في حوالي 50 دورًا مختلفًا في مسلسلات مثل Star Trek و Rawhide و Petticoat Junction و Quincy, M.E. قرَّرَ في عام 1982 اعتزال السينما لأسباب غير معروفة.
توفي أوكونيل في منزله في شيرمان أوكس، كاليفورنيا، في 15 يناير 2024 عن عمر يناهز 94 عامًا.

## فيلموغرافيا جزئية
- (1961) 20,000 Eyes– مقيم (بدون ذكر اسم)
- Womanhunt (1962)
- The Wheeler Dealers (1963) – باكٍ مدفوع (بدون ذكر اسم)
- Alfred Hitchcock Presents (1965) (الموسم 3، الحلقة 29: "Off Season") – آرت سامرز
- The War Lord (1965) – متطوع تم رفضه من قبل كريساجون (بدون ذكر اسم)
- Do Not Disturb (1965) – سيسيل غرايفز (بدون ذكر اسم)
- Way... Way Out (1966) – بونسونبي
- It's a Bikini World (1967) – ماكنيغي
- The Big Mouth (1967) – طبيب نفسي (بدون ذكر اسم)
- Games (1967) – ضيف الحفلة #1
- Star Trek، في "Journey to Babel" (1967، مسلسل تلفزيوني) – ثيليف
- Petticoat Junction، في "All Sales Final" (1967، مسلسل تلفزيوني) – السيد أغنيو
- The Sweet Ride (1968) – مقيم على الشاطئ (بدون ذكر اسم)
- Ice Station Zebra (1968) – ناجٍ
- Hook, Line & Sinker (1969) – موظف فندق (بدون ذكر اسم)
- Paint Your Wagon (1969) – هوراس تابور
- The Happy Ending (1969) – وزير
- Green Acres، في "A Tale of a Tail" (1969، مسلسل تلفزيوني) – موظف فندق
- Which Way to the Front? (1970) – السيد بريسكوت (بدون ذكر اسم)
- Scandalous John (1971) – موظف متجر رجال
- The Culpepper Cattle Co. (1972) – نادل في بيرسيتاون
- High Plains Drifter (1973) – الحلاق
- Black Eye (1974) – وزير
- Big Bad Mama (1974) – واعظ الحروب الصليبية
- The Outlaw Josey Wales (1976) – سيم كارستارز
- Every Which Way but Loose (1978) – إلمو (الأرملة السوداء)
- Any Which Way You Can (1980) – إلمو (الأرملة السوداء)
- Stewardess School (1986) – محامي